# Live at Plymouth Guildhall
Live At Plymouth Guildhall, May 11, 1971 – album koncertowy King Crimson, wydany w grudniu 2001 roku w Wielkiej Brytanii nakładem Discipline Global Mobile jako podwójna CD. Ukazał się jak nr 14. serii wydawniczej „The King Crimson Collectors' Club”. 

## Historia albumu
Na początku 1971 roku King Crimson, dzięki determinacji Mela Collinsa, odrodził się w nowym składzie, z wokalistą i basistą Bozem Burrellem oraz perkusistą Ianem Wallace’em. Skład ten, po uzyskaniu zgody Roberta Frippa udał się na koncerty do RFN występując kilkakrotnie we frankfurckim Zoom Club, natomiast w maju koncertował w Wielkiej Brytanii. Zarejestrowany na płycie materiał pochodzi z pierwszego występu tego składu, 11 maja 1971 roku w Plymouth ukazując muzyków pracujących nad błędami w swoim brzmieniu i zmagających się z problemami technicznymi. W „Get Thy Bearings” trzeba było użyć taśmy publiczności, aby zastąpić część brakującej taśmy. Wykonane utwory pochodzą z pierwszych płyt zespołu.

## Lista utworów
Lista i informacje według Discogs:

### Disc One
| 1. | Cirkus                    | 10:08 |
|    |                           |       |
| 2. | Pictures Of A City        | 8:53  |
|    |                           |       |
| 3. | Sailor's Tale             | 15:32 |
|    |                           |       |
| 4. | The Letters               | 4:48  |
|    |                           |       |
| 5. | Lady Of The Dancing Water | 2:52  |
|    |                           |       |
| 6. | Cadence And Cascade       | 4:24  |
|    |                           |       |
|    |                           | 46:37 |
|    |                           |       |

### Disc Two
| 1. | Get Thy Bearings                 | 13:24 |
|    |                                  |       |
| 2. | In The Court Of The Crimson King | 8:09  |
|    |                                  |       |
| 3. | Ladies Of The Road               | 9:05  |
|    |                                  |       |
| 4. | 21st Century Schizoid Man        | 8:58  |
|    |                                  |       |
| 5. | Mars                             | 9:12  |
|    |                                  |       |
|    |                                  | 48:48 |
|    |                                  |       |
Wszystkie utwory napisali Robert Fripp i Peter Sinfield z wyjątkiem:
- „Sailor’s Tale” – Fripp
- „Get Thy Bearings” – Donovan, improwizacja: Burrell, Wallace, Collins, Fripp
- „In The Court Of The Crimson King” – McDonald, Sinfield
- „21st Century Schizoid Man” – Fripp, Lake, McDonald, Giles, Sinfield
- „Mars” – Holst, aranżacja: Fripp, Collins, Burrell, Wallace

## Muzycy
- Robert Fripp – gitara
- Mel Collins – saksofon, flet, melotron,
- Boz Burrell – gitara basowa, główny wokal
- Ian Wallace – perkusja, śpiew, notatki na okladce

## Produkcja
- produkcja – David Singleton, Alex R. Mundy (również edycja cyfrowa)

## Odbiór

### Opinie krytyków
| Recenzje      | Recenzje |
| Publikacja    | Ocena    |
| ------------- | -------- |
| AllMusic      | [ 3 ]    |
| Prog Archives | [ 4 ]    |
| Teraz Rock    | [ 5 ]    |

Bruce Eder z AllMusic jest zdania, że z wyjątkiem „Get Thy Bearings” i „Marsa”, „wszystko inne jest bardzo interesujące. W szczególności fani Iana Wallace’a i Mela Collinsa będą chcieli sprawdzić to, co znajduje się w tym zestawie, a gra na basie może zmusić do ponownej oceny ich opinii na temat Boza Burrella”.
Według Warthura z Prog Archives muzycy zaprezentowali „jazzujące, jazz-rockowe, momentami zappowskie podejście do materiału” pochodzącego z trzech pierwszych płyt studyjnych King Crimson, a także „kilka smakowitych przedsmaków [albumu] Islands, który nagrają dopiero po kilku miesiącach spędzonych w trasie, aby dopracować materiał”.
Jordan Babula z magazynu Teraz Rock ocenia, że King Crimson „grał jakby trochę ociężale”, jakość nagrań jest „średnia”, za to dobór materiału – „interesujący”. Jako najlepsze tego przykłady podał „The Letters” oraz „In The Court Of The Crimson King” wykonany w wersji zbliżonej do oryginału. 